# Арзнер, Дороти
Дороти Эмма Арзнер (англ. Dorothy Emma Arzner, 3 января 1897 — 1 октября 1979) — американский режиссёр. Её режиссёрская карьера в художественных полнометражных фильмах охватывала период конца 1921-х — начала 1940-х. Все это время она была единственной женщиной, работающей в этой области.

## Ранняя жизнь и карьера
Дороти Арзнер родилась в Сан-Франциско, выросла в Лос-Анджелесе, где её отцу принадлежал ресторан, посещаемый многими голливудскими знаменитостями. После окончания средней школы она поступила в Университет Южной Калифорнии в надежде стать врачом. Во время Первой мировой войны она оставила учёбу, чтобы работать за рубежом медсестрой. К тому времени как война закончилась, Дороти решила не продолжать учёбу и, после визита в киностудию, решила начать карьеру режиссёра.
Через связь с директором Вильямом Ч. де Миллем, она получила работу в кинокомпании Paramount Pictures. Начинала она как стенографистка. Продвинулась дальше, став сценаристом, после чего была повышена до монтажёра и в течение полугода быстро освоила эту работу. Её первой работой в качестве режиссёра и монтажёра стала известная классическая кинолента «Кровь и песок», с Рудольфом Валентино в главной роли. Вскоре Дороти была вознаграждена за свою качественную работу. Впечатлённый талантом режиссёра, продюсер Джеймс Круз предложил ей работу в качестве сценариста и режиссёра в нескольких своих фильмах. Арзнер достигла большого влияния благодаря своей работе над более чем 50 фильмами для Paramount. Используя своё влияние, она грозилась уйти в качестве режиссёра к конкуренту — Columbia Pictures. В итоге Paramount уступил, и в 1927 году вышел фильм Мода для женщин, который принёс большую прибыль студии.
В Paramount Арзнер сняла своё первое звуковое кино Бурная вечеринка главную роль в котором исполнила Клара Боу. Чтобы Боу могла свободно передвигаться по съемочной площадке, Арзнер установила микрофон на удоку, создав при этом первый микрофонный бум. Бурная вечеринка пользовалась успехом у критиков и заняла 3-е место среди самых кассовых картин 1929 года. Фильм, действие которого разворачивается в женском колледже, содержал лесбийские мотивы, — этот подтекст часто использовался в работах Арзнер. Следующие три года её фильмы явно не соответствовали принципам Кодекса Хейса. В этих фильмах были показаны агрессия, свобода слова и независимость женщин.
Арзнер оставила Paramount в 1932 году, чтобы начать работу в качестве независимого продюсера для нескольких студий. Фильмы, которые она сняла в этот период, — одни из самых известных её картин. Они стали стартом в карьере для многих актрис, включая Кэтрин Хепбёрн, Розалинд Расселл, Сильвию Сидни и Люсиль Болл. В 1936 году Арзнер стала первой женщиной, присоединившейся к недавно образованной Гильдии режиссёров Америки.
По неизвестной причине (возможно, из-за желания оправиться после болезни) Арзнер перестала снимать фильмы в 1943 году. Её подруга Джоан Кроуфорд, бывшая лицом Pepsi, попросила Арзнер смонтировать несколько рекламных роликов. И в последующие годы она продолжила работать на телевидении режиссёром рекламных роликов и армейских учебных фильмов. Она также ставила пьесы, а в 60-70-е годы работала в качестве профессора в киношколе UCLA, где обучала сценарному и режиссёрскому ремеслу до самой своей смерти в 1979 году.

## Личная жизнь и смерть
У неё была романтическая связь с несколькими актрисами. Но большую часть своей жизни, с 1930 года и до самой смерти, она прожила с танцовщицей и хореографом Мэрион Морган.
Дороти Арзнер умерла в возрасте 82 лет в Ла Куинта, Калифорния, её тело кремировали и прах развеяли.

## Память
За свои достижения в области киноиндустрии Арзнер удостоена Звезды за номером 1500 на Голливудской «Аллее славы», находящейся на Вайн-стрит.

## Фильмография
| Режиссёр | Режиссёр                     | Режиссёр                 | Режиссёр                                                                                   |
| Год      | Русское название             | Оригинальное название    | Примечание                                                                                 |
| -------- | ---------------------------- | ------------------------ | ------------------------------------------------------------------------------------------ |
| 1922     | Кровь и песок                | Blood and Sand           | Отсняла дополнительный материал, в титрах не указана                                       |
| 1927     | Мода для женщин              | Fashions for Women       |                                                                                            |
| 1927     | Десять современных заповедей | Ten Modern Commandments  |                                                                                            |
| 1927     | Получите вашего мужчину      | Get Your Man             |                                                                                            |
| 1928     | Коктейль Манхэттен           | Manhattan Cocktail       | Потерян, за исключение монтажа Славко Воркапича, выпущенного в 2005 году как Незримое кино |
| 1929     | Бурная вечеринка             | The Wild Party           |                                                                                            |
| 1930     | Смыв косметику               | Behind the Make-Up       | В титрах не указана                                                                        |
| 1930     | Сара и сын                   | Sarah and Son            |                                                                                            |
| 1930     | Армейский парад              | Paramount on Parade      | Сопродюсер                                                                                 |
| 1930     | Чья-то женщина               | Anybody’s Woman          |                                                                                            |
| 1931     | Любовь и честь               | Honor Among Lovers       |                                                                                            |
| 1931     | Рабочие девушки              | Working Girls            |                                                                                            |
| 1932     | Весело мы катимся в ад       | Merrily We Go to Hell    |                                                                                            |
| 1933     | Кристофер Стронг             | Christopher Strong       |                                                                                            |
| 1934     | Нана                         | Nana                     |                                                                                            |
| 1936     | Жена Крейга                  | Craig’s Wife             |                                                                                            |
| 1937     | Конец миссис Чейни           | The Last of Mrs. Cheyney | В титрах не указана                                                                        |
| 1937     | Невеста была в красном       | The Bride Wore Red       |                                                                                            |
| 1940     | Танцуй, девочка, танцуй      | Dance, Girl, Dance       |                                                                                            |
| 1943     | Сначала приходит мужество    | First Comes Courage      |                                                                                            |

| Монтажер | Монтажер              | Монтажер              | Монтажер   |
| Год      | Русское название      | Оригинальное название | Примечание |
| -------- | --------------------- | --------------------- | ---------- |
| 1919     | Слишком много Джонсон | Too Much Johnson      |            |
| 1920     | Шесть лучших погребов | The Six Best Cellars  |            |
| 1922     | Кровь и песок         | Blood and Sand        |            |
| 1923     | Крытый фургон         | The Covered Wagon     |            |
| 1923     | Рагглз из Ред-Геп     | Ruggles of Red Gap    |            |
| 1924     | Мертон Фильмов        | Merton of the Movies  |            |
| 1924     | Инез из Голливуда     | Inez from Hollywood   |            |
| 1926     | Старые броненосцы     | Old Ironsides         |            |

| Сценарист | Сценарист            | Сценарист             | Сценарист           |
| Год       | Русское название     | Оригинальное название | Примечание          |
| --------- | -------------------- | --------------------- | ------------------- |
| 1924      | Инез из Голливуда    | Inez from Hollywood   |                     |
| 1924      | Породы Границы       | Breed of the Border   |                     |
| 1925      | Красный кимоно       | The Red Kimona        | Адаптация           |
| 1925      | Когда мужья флиртуют | When Husbands Flirt   | Сюжет               |
| 1926      | Старые броненосцы    | Old Ironsides         | В титрах не указана |